# Hans Richter (Schauspieler, 1943)
Hans Richter (* 1943 in Karlsruhe) ist ein deutsch-österreichisch-italienischer Schauspieler.

## Leben
Hans Richter wurde in Karlsruhe geboren, ist italienischer Staatsbürger und wuchs in Wien auf.
Stationen seiner Schauspielerlaufbahn sind das Theater in der Josefstadt in Wien, das Vorarlberger Landestheater in Bregenz und seit 1972 die Wuppertaler Bühnen, wo er seither in über 200 Rollen zu sehen war. 
Hans Richter ist auch als Filmschauspieler (TV-Serie Die Piefke-Saga, 1990–93), Regisseur und Dozent tätig.